# Dornier Do 26
Dornier Do 26 là một loại tàu bay làm hoàn toàn bằng kim loại, được hãng Dornier Flugzeugwerke chế tạo trước và trong Chiến tranh thế giới II. Nó có kíp lái 4 người và có tải trọng 500 kg (1.100 lb) hoặc chở 4 hành khách trên tuyến Lisbon tới New York.

## Biến thể
Do 26A
Do 26B
Do 26C

## Quốc gia sử dụng
Germany
- Deutsche Lufthansa
- Luftwaffe

## Tính năng kỹ chiến thuật – Bản dân sự Do 26A

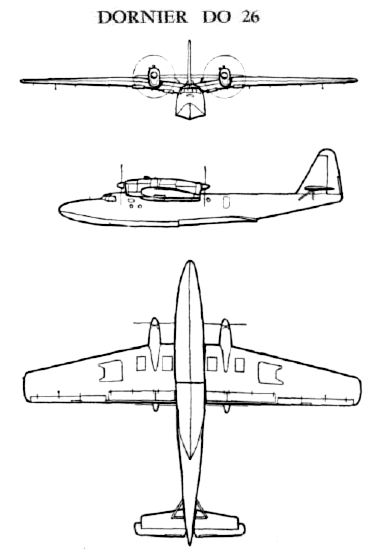

Dữ liệu lấy từ Avia Russian "Virtual Aircraft Museum"
Đặc điểm tổng quát
- Kíp lái: 4
- Tải trọng: 500 kg (1.102 lb)
- Chiều dài: 24,5 m (80 ft 5 in)
- Sải cánh: 30 m (98 ft 5 in)
- Chiều cao: 6,9 m (22 ft 8 in)
- Diện tích cánh: 120 m² (1.291,67 ft²)
- Trọng lượng rỗng: 10.200 kg (22.487 lb)
- Trọng lượng cất cánh tối đa: 20.000 kg (44.093 lb)
- Động cơ: 4 × Junkers Jumo 205C, 447 kW (600 hp)  mỗi chiếc

 Hiệu suất bay 
- Vận tốc cực đại: 335 km/h (208 mph)
- Vận tốc hành trình: 310 km/h (193 mph)
- Tầm bay: 9.000 km (5.592 mi)
- Trần bay: 4.600 m (15.100 ft)

## Tính năng kỹ chiến thuật - Do 26V6
Dữ liệu lấy từ Luftwaffe Resource Center
Đặc điểm tổng quát
- Kíp lái: 4
- Tải trọng: 500 kg hoặc 12 lính trang bị đủ (1.102 lb)
- Chiều dài: 24,6 m (80 ft 5 in)
- Sải cánh: 30 m (98 ft 5 in)
- Chiều cao: 6,85 m (22 ft 8 in)
- Diện tích cánh: 120 m² (1.291,67 ft²)
- Trọng lượng rỗng: 11.300 kg (24.912 lb)
- Trọng lượng có tải: 22.500 kg (49.601 lb)
- Động cơ: 4 × Junkers Jumo 205D, 656 kW (880 hp)  mỗi chiếc

 Hiệu suất bay 
- Vận tốc cực đại: 324 km/h (175 kn, 201 mph)
- Tầm bay: 7.100 km (3.834 nmi, 4.412 mi)

Trang bị vũ khí

1 × 20 mm pháo MG 151/20, 3 × súng máy MG 15 7,92 mm (.312 in)